# 허니 패밀리
허니 패밀리(Honey Family)는 대한민국 힙합계의 전설로 간주되며 1999년 서태지와 아이들의 전 멤버였던 이주노에 의해 기획・결성된 그룹이다. 오로지 우리말만을 사용해 랩을 하는 것으로 많이 알려졌다. 구성 당시 디기리, 주라, 길, 개리, 명호, 수정, 미애, 영풍이 가족을 이루었으나, 2000년 미애, 수정이 그룹을 떠나면서 남성들만의 그룹이 되었다.
이들은 1999년 초에 발매된 컴필레이션 랩 앨범 「1999 대한민국」에 참여, "우리 같이 해요"를 히트 시켰으며, 같은 해 9월에 첫 번째 정규 앨범 「Honey Family」을 발표했다. 이 앨범은 발매 후 10일 만에 5만 장이 팔려나갔으며, 프랭크 시나트라(Frank Sinatra)의 "My Way"를 샘플링한 "남자 이야기"와 "일장춘몽"같은 곡들이 팬들의 사랑을 받았다.
2000년 8월에 발표된 그들의 두 번째 앨범 「Another Level」은 그들 자신들의 위치에서 본 현실에 대한 이야기를 재미있지만 신랄한 아픔을 가지고 표현하였다. 해당 앨범에서는 "허니 패밀리 라구요 Free Style"이 히트했으며, 1집의 "랩교 1막"과 "랩교 2막"에 이은 "랩교 3막"은 그들이 만든 '랩교'라는 사이비 종교와도 같은 신앙의 진면목을 보여주기도 한다.
허니 패밀리는 직설적이고 과감한 가사와 비교적 대중적인 멜로디로 팬들에게 크게 어필했고, 한국 힙합계의 커다란 흐름으로 자리잡았다.

## 디스코그래피

### 정규 앨범
- 1집 - Honey Family (1999-09)
- 2집 - Another Level (2000-08-26)
- 3집 - Slow jam (2004-09-23)
- 4집 - 네 번째 이야기 (2007-08-30)
- 5집 - Resurrection (2010-05-31)

### 싱글
- 2006 Honey Family Single #.01 (2006-10-09)
- 2011 허니패밀리 '우리 결혼 할까요'[1][4]